# RISE Moldova

RISE Moldova

RISE Moldova (Asociația Reporterilor de Investigație și Securitate Editorială) este o comunitate de jurnaliști de investigație, programatori și activiști din Republica Moldova și din România. RISE Moldova investighează crima organizată și face conexiuni din zone offshore, dezvăluie scheme de spălare a banilor din Europa de Est, scheme de corupție, contrabandă, trafic de arme și scoate la lumină afacerile ascunse ale politicienilor.